# Rebelión del Ejército de Reserva y Protector de la Constitución y Leyes
La rebelión del Ejército de Reserva y Protector de la Constitución y Leyes fue un golpe de Estado, surgido en protesta por la victoria de la revolución de la Acordada.

## Antecedentes
El 26 de agosto de 1829 arribaron a Veracruz los generales Nicolás Bravo y Miguel Barragán, quienes salieron desde Acapulco con dirección a Guayaquil en 1828 exiliados luego de la Rebelión de Nicolás Bravo. A su desembarco, fueron recibidos y felicitados por las autoridades, cónsules extranjeros y la alta sociedad del puerto, obsequiándoles bailes y banquetes. Poco después de este acontecimiento corrió el rumor de que se preparaba un movimiento para variar la forma de gobierno, mismo que supuestamente sería acaudillado por Antonio López de Santa Anna y Anastasio Bustamante.
Ambos, se sintieron obligados a desmentir semejante murmullo en una proclama fechada el 29 en Jalapa, Veracruz, manifestando que no podían tener esa pretensión porque ni en ellos residían facultades para cambiar el sistema federal ni podía creérseles contrarios a él cuando de su adhesión habían dado pruebas inequívocas. No obstante, si creían necesarias algunas reformas generales, pero para ello la Constitución había fijado un periodo cuyo término estaba próximo, y pronto podrían verse realizadas de un modo legal; por último, protestaban contribuir a consolidar las instituciones, la independencia y la Constitución, en cuya defensa se los hallaría siempre.

## Levantamiento
Estas protestas, no fueron nada comparadas con el levantamiento de la guarnición de Campeche, que se había pronunciado por la forma de República central y obligado a las autoridades civiles a jurarla, el día 6 de noviembre.
Anastasio Bustamante, condenando este proceder, escribió:

Es un error, en mi concepto, atribuir a la naturaleza del régimen federativo los vicios de una mala administración, y también es una notoria imprudencia pretender curar los males que hoy afligen a la inocente patria con otros mayores que debe acarrearnos la guerra civil.

En esta situación, Vicente Guerrero, comisionó a Lorenzo de Zavala para que con la mayor brevedad posible pasara a Yucatán a reducir el orden, por medio de la persuasión, a los jefes militares pronunciados. Zavala señala en sus memorias que el gabinete de Guerrero quería separarlo del gobierno central, no obstante, a su llegada y al entregarle el oficio del comandante militar de Yucatán ordenándole partiese inmediatamente de Sisal, el capitán portador de él añadió “El gobierno supremo me ordena prevenga a usted que si por cualquier evento vuelve a pisar las playas de esta provincia, será pasado por las armas inmediatamente”. Por tal motivo, decidió regresar a Veracruz en el buque con el que había llegado, siendo el término de esa misión peligrosa.
A su juicio, el pronunciamiento de Campeche fue promovido por los oficiales mexicanos residentes en la península de Yucatán, de acuerdo con los jefes del ejército acantonado en Jalapa, cuyos planes eran hacerse de la situación imponiendo al país militar que preparase la entronización del centralismo.  Aunque como los hechos lo demostraron, el plan contase con la adhesión de todos los militares de la República, sus directores no osaron, sin embargo, romper con la opinión, que declarada por el sistema federal había facilitado el triunfo del partido guerrerista, y procurando no contrariarla por el momento, en sus proclamas, periódicos y papeles de toda especie predicaron, según hemos visto hacerlo a Bustamante, que la mala administración no podía en modo alguno ser motivo a hacer desear la supresión de un sistema conveniente a la nación y por toda ella profesado y sostenido.
El 24 de noviembre ocurrió en el cuartel que en Jalapa tenía el batallón activo de Toluca, un motín contra el comandante José María Durán, que por disposición del presidente había remplazado al coronel del cuerpo, Ignacio Inclán, cuyos soldados deseaban fuese repuesto en el mando. Comunicada la noticia al Ministerio de la Guerra, Bustamante respondió en un oficio:

Con la mayor injusticia y ligereza se divulgó en esta villa que aquellas ocurrencias tendían a un pronunciamiento por el centralismo, cuando éste cuerpo ha levantado un acta que protesta su decisión por el sistema federal, estando en el mismo sentido los demás del ejército que se halla bajo mis órdenes según me lo han manifestado sus respectivos jefes.

Una vez que creyeron conseguido su objetivo de que no se les tuviera por enemigos de la Constitución vigente, decidieron darle el golpe. El 4 de diciembre, reunidos los jefes de los cuerpos acantonados en Jalapa, en el alojamiento del general de brigada Melchor Múzquiz, el coronel José Antonio Facio presentó y leyó el plan de conjuración:

El general Múzquiz manifestó que habría deseado se le hubiese hecho presente, en primer lugar, al general en jefe Anastasio Bustamante, pero que ya no había sido así, y creyendo muy fundadas las razones expuestas en el plan, enteramente arreglado a la Constitución y a las leyes, y a propósito para informar la opinión del ejército y evitar escisiones como la de Campeche, estaba conforme con dicho plan y prometía, bajo palabra de honor, sostenerlo a todo trance; al efecto daría cuenta con él general en jefe, esperando que en virtud de la obligación especialísima que tenia de conservar ilesa la Constitución y leyes, no dejaría de ponerse a la cabeza del ejército para conducirlo al patriótico y justo sentimiento que lo anima.

Posteriormente, cada uno de los jefes manifestó su opinión acerca del plan, mismo que firmaron, jurándose unión eterna, para luego transmitirlo a los oficiales, sargentos y tropas. Alternativamente se fueron presentando comisiones de los cuerpos, compuestas por un capitán, un teniente y un alférez a manifestar al general en jefe el quedar adheridos al movimiento.
A los generales Anastasio Bustamante y Antonio López de Santa Anna, enviaron un oficio para que ambos se pusiesen a la cabeza del movimiento, y debido a las declaraciones que el primero ya había hecho, tuvo que enviar un oficio en donde llamaba a la defensa de las leyes y declaraba los males que podría acarrear a la nación si este no aceptaba, poniéndose a la cabeza del movimiento, como se puede ver en su oficio:

Deseoso de evitar los grandes males que sin duda se originarían al ejército pronunciado y a la patria misma, según me manifiesta V.S. en su oficio fecha de hoy a las tres de la tarde, los cuales me ha patentizado más minuciosamente la comisión que se ha enviado cerca de mí, compuesta de los ciudadanos coronel Pedro Pantoja, y los primeros ayudantes Albino Pérez y Jerónimo Cardona, obrando por otra parte el justo aprecio y cariño que profeso a todos los individuos del ejercito, me he decidido a correr su suerte, accediendo a sus respectivas súplicas, aunque tenga que hacer el sacrificio de sofocar para ello los ingenuos sentimientos que he manifestado en mi primera contestación, a la una media de esta misma tarde, sin que deba atribuirse a temor alguno el no haber deferido desde luego a la primera invitación, a la que acepto, entendiendo que no se trata de las personas sino de las cosas.

Según se encuentra documentado en México a través de los siglos, luego de orar esa misma noche, Bustamante llegó a su alojamiento acompañado de su comisión, precedido por las bandas de músicas y bandas de los cuerpos, y aclamaciones de su ejército en Jalapa, Veracruz, hasta que el general Melchor Múzquiz pasó a felicitarlo con todos sus jefes y oficiales. Luego, el general Melchor Múzquiz suplicó al vicegobernador del estado, Argüelles, que reuniera al Congreso que se encontraba en receso y se adhirieran al movimiento. El día 5, el diario El Mensajero escribió en sus líneas: Hoy se ha dado prestaciones dobles a los soldados. Sobran recursos cuando se trata de salvar a la patria, comprobándose así el fundamento que se tuvo para sospechar que la clase alta habían facilitado la compra de tropas, y ese mismo día se unió al movimiento el general Mariano Arista.
Para convencer a las tropas de secundar el pronunciamiento, se les hizo creer que Vicente Guerrero y los jefes insurgentes veían con desdén y mala voluntad al ejército regular, no teniendo simpatías sino por el levantisco a que ellos habían pertenecido y en que se habían formado. Al respecto, el coronel del 1.er Batallón permanente Pablo María Mauleaa, dijo a sus soldados en su proclama:

Soldados: quien os había de decir que después de tantos y tan grandes sacrificios por conseguir y asegurar la independencia y la libertad de la patria, os veríais hechos el ludibrio de las pasiones de ambiciosos, que en retribución os darían el hambre y la desnudez. Empero ello es demasiado cierto, y todos vosotros sois testigos hace un año, que muchos días he mendigado vuestro sustento: desde Diciembre del año anterior no recibís nuestros premios, ventajas ni aun el socorro completo: Y esto a que se debe… hace un año fueron atropelladas las leyes, la Constitución fue horadada y violado el pacto: hace un año se colocaron en los destinos de la nación hombres malvados, sedientos de oro, que no han hecho más que insultarla y provocar su sufrimiento con poderosos gravámenes insoportables, y con sus depredaciones irritantes: hace un año que observamos dividir para reinar; proscribir, enriquecer a los protegidos, empobrecer los ciudadanos, alarmar a nuestros enemigos, inconstituirnos y robarnos la confianza y la paz; hace un año somos tristes espectadores, y hace un año… pero adonde vamos a parar.

Existía pues, una falsedad de principios y un desorden de ideas, como lo expresó el diario El Sol, que concluía un artículo suyo en referencia a Anastasio Bustamante con las siguientes exclamaciones: ¡Que trastorno en las ideas! ¡Que empeñó en seducir al pueblo! ¡Que deseo de perpetuar el poder usurpado sobre la ley!.
5 días después de proclamado el Plan de Jalapa, la guarnición y la legislatura del Estado de Puebla, dieron un gran impulso al movimiento del Ejército de Reserva. A las 8 a. m.. del 9 de diciembre se reunieron en la casa del Comandante general del Estado, el general Justo Berdeja y el general José María Calderón, así como demás jefes y oficiales de los cuerpos de línea, haciendo presente Berdeja que habiendo secundado el Plan, el coronel Pablo Víctor Unda, se hacía necesario acordar lo conveniente para regularizar la conducta de los demás.
A las siete de la noche los oficiales militares congregados recibieron el decreto de la legislatura en que se dictaba su adhesión al plan, declarando al Estado de Puebla como Protector del Ejército de Reserva, mientras éste lo fuera de la Constitución, y en consecuencia, Berdeja, Calderón y sus tropas hicieron formal pronunciamiento a favor del mismo plan, firmando como inspector de la milicia cívica del Estado, Carlos Furlong.
Sin embargo, esta misma milicia no estaba muy de acuerdo con la decisión de su comandante, pues al llegar el general Melchor Muzquiz el día 13 a las 7 de la noche frente a la garita de Amozoque, comandante de la vanguardia del Ejército Jalapista, se encontró con que los cuerpos de cívicos le cerraban el paso en actitud hostil hacia la garita y el puente. El gobernador del Estado, Patricio Furlong, parecía dispuesto a sostener el gobierno general, pero luego de varios enérgicos oficios de Muzquiz, cambió de actitud, retirando las fuerzas cívicas para que sus tropas tomaran la plaza Mayor entre cohetes y a la voz de ¡Viva el Congreso del soberano Estado de Puebla!.
En la noche del 20 al 21 salió de aquella ciudad toda la fuerza combinada, dejando una guarnición regular… la división se fraccionó en dos cuerpos al mando respectivo de los generales Pedro María Anaya y Melchor Muzquiz. Anastasio Bustamante permaneció en Puebla hasta las diez de la mañana del 22, en que salió para Atlixco, dejando al general José María Calderón de comandante general de la plaza, y después de haber recibido a las siete de la noche anterior una carta de Antonio López de Santa Anna, avisándole que, disintiendo de las opiniones del ejército pronunciado, mantendría en Veracruz y en cualquier campo de batalla la legitimidad de la presidencia de Vicente Guerrero.
El 15 de diciembre, en efecto, expidió un manifiesto en Manga de Clavo expresando a los que se habían manifestados contrarios a Guerrero que sólo conseguirían sacarlo de la silla presidencial, como dijo, pasando sobre mi cadáver, cuando yo haya dejado de existir en defensa del primer magistrado de la nación… Anular su elección, o lo que equivale a lo mismo, separar de la presidencia al general presidente, que ha ya estado cerca de un año en posesión de su destino, sin que haya habido reclamación alguna, servirá sólo para atraer sobre la república un cúmulo de males mayores que los que desean aparentemente evitar los que están animados de aquellas intenciones, pues quedaría la nación acéfala, o cuando menos, hecha presa de un poder militar que la oprimiría privándola de su amada libertad.
Bustamante y su partido que había declarádolo jefe, aunque sintieron la disidencia de Santa Anna, no le dieron mayor importancia, independientemente el 26 de diciembre Santa Anna recibió facultades extraordinarias en Veracruz, publicando una proclama que sostenía como constitucional al gobierno de Vicente Guerrero.
La noticia de esta conjuración militar causó en el gabinete de Vicente Guerrero tal sorpresa y aturdimiento, que no tomó ninguna medida contra los levantados…  El 10 de diciembre, Lorenzo de Zavala desembarcó en Veracruz, siendo mal visto por los sublevados y la prensa local, independientemente era gobernador de ese estado, como así se hace constar en uno de los periódicos del puerto, que anunció así su llegada: Anoche ha llegado aquí de regreso de su comisión extraordinaria el sultancillo o Lorencillo Zavala. Desgraciados habitantes de México, enterrad vuestras propiedades en los sepulcros, pues va tras de ellas el héroe de la rapiña.
Casi instantáneamente, Guerrero se vio aislado en un círculo de traidores y perjuros. Y que en vano habría querido resistir a una rebelión consumada por las tropas del gobierno, acaudillada por el vicepresidente de la república, secundada por las guarniciones de las principales ciudades, facilitada por los tropiezos del ejecutivo causados por el Consejo de Estado y la Cámara de Senadores, ayudada por la defección de la mayoría de los jefes militares, y por la conducta del gobernador del Distrito, Ignacio Esteva, cuya cooperación, que una vez no creyeron útil los conspiradores capitalinos, les fue de mucha ayuda pues él mismo anduvo buscando a quien ofrecer sus servicios, pues, como dice Lucas Alamán, separado de sus antiguos compañeros, trabajaba con empeño en destruirlos.
El Consejo de gobierno, que era hostil a Guerrero, se reunió el día 10 de diciembre para protestar contra el decreto que daba al gobierno facultades extraordinarias para combatir la rebelión, pues, consideraban que el Congreso general no podía dictar leyes sino en los periodos demarcados por la Constitución; esta, requería el acuerdo del Consejo por el voto de dos tercios de los individuos presentes, y convocado el Congreso de otro modo que no fuese éste, ninguna autoridad podía reconocerle para dictar leyes. El 11 de diciembre, Vicente Guerrero pronunció un breve discurso, dando cuenta del uso prudente hecho de las facultades que dimitía y dejando a la sabiduría de los representantes de la nación el cuidado de atender el restablecimiento de la paz pública, alterada por el vicepresidente. Las Cámaras comprendieron la necesidad de prorrogar esas facultades, pero la oposición se obstinó en no concederlas, inclusive alegando que el ejército en Jalapa se había proclamado contra el mal gobierno, siendo esta una causa justa.
Es entonces que todo se convirtió en tratar de evitar que Guerrero ejerciera cualquier acción, mientras el Ejército de Jalapa se dirigía a la capital conquistando adhesiones en todas partes. La Cámara de diputados dirigió el 19 de diciembre un oficio a la de senadores, diciéndole que habiendo acordado no cerrar sesiones hasta el 27, suplicándole se reuniera para tomar en cuenta el referido acuerdo. Antonio Pacheco Leal, presidente de la Cámara de senadores, contestó el mismo día:

Habiendo aprobado el Senado el acuerdo de la Cámara de representantes relativo a cerrar sus sesiones extraordinarias el Congreso general el día 16 del corriente, entendió desde luego la Cámara de senadores quedar en receso, y yo, que en aquel acto habían terminado legalmente mis funciones, no considerándome revestido de ninguna autoridad para citar a sesión.

José Sotero Castañeda, presidente de la Cámara de Diputados, notificó que se había aprobado por unanimidad de treinta y ocho diputados contra dos, que las sesiones cerraran el día 27, independientemente la decisión tomada por la de Senadores, pues, decía que no podían considerarse en receso por unos acuerdos que no recibieron la solemne sanción del gobierno.
Pacheco Leal, por su parte, insistió en que no se reconocía con autoridad para convocar a los senadores, y en efecto, no los convocó para revisar el acuerdo. Los defensores de su postura, alegaron que el artículo 79 de la Constitución disponía que los acuerdos del Congreso relativos a la clausura o prórrogas de sus sesiones, los haría poder ejecutar el presidente de la República, sin poder hacer observaciones, impidiendo que Guerrero se pusiese al frente de las tropas, porque el artículo 112 de la misma Constitución prevenía, y así lo repitieron los periódicos, que el presidente de la República no podría mandar en persona las fuerzas de mar y tierra sin previo consentimiento del Congreso General, o acuerdo en sus recesos, del Consejo de Gobierno.
La caída del gobierno de Vicente Guerrero fue obra de un motín militar, exclusivamente. El pueblo no tomó ni poca ni mucha parte en ella, pues en ella se encontraban implicadas las clases elevadas, las cuales facilitaron los recursos necesarios que, como según vimos en el artículo en el órgano noticioso de los conjurados. Los pretendidos fines del Ejército de Reserva y Protector de la Constitución y Leyes, no fue sino la apariencia con que procuraron cubrir sus verdaderos propósitos los director de aquel atentado, escribe Riva Palacios.
Lucas Alamán, escribió sobre los conjurados: No fue, sin embargo, el partido escocés el que se sobrepuso a su contrario, sino el que de nuevo se formó a consecuencia de la elección de presidente y de la Revolución de la Acordada, compuesta, como hemos dicho, de los restos de los escoceses y de toda gente respetable que había entre los yorkinos, que comenzó a llamarse de los hombres de bien, y al que se adhirieron el clero, el ejército y toda la clase de propietarios.
En una carta del general Luis Cortázar y Rábago, en la que advertía a Lucas Alamán de las consecuencias de un centralismo extremo, el 2 de enero de 1830, se ejemplifica por qué el partido de los hombres de bien decidió continuar con el sistema federal, en otras palabras, para cambiar el sistema federal, no era bastante fuerte el partido de los hombres de bien:

Si se pretende cambiar el sistema se enciende una guerra interminable; yo para esto no me comprometo, y sí obraré en sentido contrario: por consiguiente, es necesario asegurarnos en el actual, y para ello proporcionar el que se tome el camino donde más cerca esté la Constitución, y que los que han de hacer observaciones a ésta, sean sujetos capaces de tal empresa.

Para entonces, los agentes en la capital lograron que todos los cuerpos que guarnecían la capital se decidieran por el Plan de Jalapa; ya desde antes del día 12, habían abortado diversos proyectos de pronunciamiento, unas veces porque la fuerza cívica se mostraba remisa, otras porque el ministro de la Guerra variaba el destino de los cuerpos o de sus jefes y oficiales; a uno de esos accidentes se debió que fracasase en la noche del 12 de diciembre un movimiento de una pequeña parte del cuerpo de zapadores que se trasladó a Guadalupe sin plan, sin apoyo y sin municiones, cuyas circunstancias la obligaron la tarde del 13 a sucumbir ante las fuerzas del gobierno.
En vano se trató de sacar de la Ciudad de México al Regimiento N.º 7, pues se pronunció en Tacubaya y fue a unirse a los pronunciados de Toluca; inclusive la actuación de José María Bocanegra, a quien Guerrero había nombrado presidente provisional para ir a comandar sus fuerzas leales, mismo que no ayudó a calmar los ánimos, pues de hecho, a su salida, se aceleráron los preparativos para la toma del gobierno.
Finalmente, el 22 de diciembre se formó un plan por el cual la guarnición capitalina se levantó la madrugada del 23 a las órdenes del general Luis Quintanar, que a su vez comandaba a los generales Ignacio López Rayón, Ramón López Rayón, Pedro Terreros, Miguel Cervantes, Pedro Zarzosa y los coroneles, José Manuel Diez, Aniceto Arteaga, J. Quintana, Cristóbal Gil Castro, José María Castro, Ignacio Mora y Villamil, Cirilo Gómez Anaya, Antonio Castro, Juan Domínguez, Joaquín Carrera, Guadalupe Palafox, Manuel Barrera, Carlos Beneski, Manuel Alfaro, Manuel María Villada, Ignacio Gutiérrez; los tenientes coroneles Mariano Tagle, Álvaro Muñoz, Felipe Palafox, Nicolás Condelle, Ignacio Leal, J. Joaquín Reyes y demás oficiales.

## La caída del régimen
Todos se pronunciaron en los cuarteles respectivos. En la Ciudadela existía parte de la artillería cívica que no estaba en el plan, por lo que el entonces Capitán Ignacio Escalada fue quien, a la cabeza de los pronunciados obligó a los cívicos a dejar las armas y a quedar detenidos en la misma Ciudadela, donde también fue arrestado el comandante Lucas Balderas.
En el cuartel número 3 se pronunció la guardia casi desde las 10 p. m. del 22 de diciembre, reduciendo a prisión a los oficiales que llegaron al cuartel y no estaban en el plan. De este cuerpo se destinaron 200 hombres para sorprender y tomar el palacio al mando del comandante general interino Pedro María Anaya, que con 100 hombres y 2 cañones en un principio, que luego serían 300 hombres, muchos desertores y otros de leva. No obstante esta cantidad de soldados, no fue posible sorprender el palacio, porque debiendo introducirse la fuerza del número 3 con un ayudante de plaza y una supuesta orden del comandante general, éste, que se hallaba en palacio, mando hacer fuego y rechazó la fuerza.
Esto sucedió entre la una y las dos de la mañana del 23, e independientemente el fuego duró unos 10 minutos, resultaron algunos muertos y heridos. Luis Quintanar, entonces, mandó retirar su fuerza de ataque, posesionándose de las alturas inmediatas al palacio, como la Diputación, las azoteas del Empedradillo, etc. Desde sus respectivos puestos, y a distancia, se estuvieron tiroteando con las tropas que ocupaban las alturas y balcones del palacio, pero todo en desorden y con lentitud, pues poco daño hacían entre los que atacaban y defendían el palacio. La plaza y los balcones de las casas estaban llenos de espectadores sin temor a las balas.
Los soldados, que se encontraban distribuidos en la misma plaza, tenían por objeto conservar el orden y cuidar de que si sobrevenía alguna confusión no fuese atacada la propiedad. Para lograr este cometido, los gendarmes el gobernador interino del Distrito rondaban incesantemente por las calles del centro. Como a las 9 a. m. se puso en el palacio bandera blanca y el presidente, José María Bocanegra mandó abrir las puertas. Las tropas lo ocuparon sin hacer más fuego y ya reunido el Consejo de gobierno se llamó al presidente de la Suprema Corte de Justicia, Pedro Vélez, para encargarle el poder ejecutivo, nombrándole por asociados a Luis Quintanar y Lucas Alamán, que habían participado en el golpe.
Antonio López de Santa Anna, enterado en Xochapa de que las guarniciones de la capital de la república se habían pronunciado a favor de Anastasio Bustamante, comprendió que para ese entonces ya era inútil resistir, cuestión que acabó de obligarlo a desistir de la lucha y disponer que sus tropas de situasen en un punto próximo a la capital, quedando a disposición de las Cámaras, y con una pequeña escolta, que en su mayor parte fue desbaratándose, se fue retirando con dirección al Sur.
Santa Anna, que en un principio había amenazado con empeño a quienes habían intentado derrocar a Vicente Guerrero de la presidencia, luego de ver que su prestigio había disminuido entre las tropas, pues lo abandonaban para pasarse al enemigo, según le sucedió cuando envió contra el castillo de Perote 350 soldados, mismos que se pronunciaron en el camino, aprensando al coronel Pedro Pantoja que los mandaba el 2 de enero de 1830. Luego de que se enterró de la defección del Ejército de Guerrero y de su retirada de la capital, escribió una nueva acta en la que el 3 de enero, reconociendo la expresión de la voluntad general en la simultaneidad y multiplicación de los pronunciamientos a favor del Plan del Ejército de Reserva, reconociendo al nuevo gobierno, renunciando a su mando militar y retirándose a su Hacienda de Manga de Clavo.